# Schiwanstrom
Der Schiwanstrom ist ein orographisch rechter Zufluss des Puhlstroms auf der Gemarkung der Gemeinde Schlepzig im Landkreis Dahme-Spreewald in Brandenburg. Der Name leitet sich aus dem niedersorbischen ab und bedeutet so viel wie „sich schlängeln“.

## Verlauf
Der Schiwanstrom beginnt westlich des Schlepziger Wohnplatzes Buschmühle und zweigt dort vom Puhlstrom ab, der kurz zuvor die Quasspree Ost aufgenommen hat. Wenige Meter hinter der Abzweigung befindet sich die Wehranlage Arche III. Es handelt sich dabei um den Ersatzneubau einer Stauanlage, die nach einem extremen Niedrigwasser im Jahr 1934 errichtet worden war. Der Schiwanstrom unterquert anschließend die Landstraße 421, die in diesem Bereich in West-Ost-Richtung verläuft und führt in nordöstlicher und nördlicher Richtung zum Wohnplatz Forsthaus Buchenhain. Über einen Kanal fließt im Bedarfsfall Wasser aus dem östlich gelegenen Zerniasfließ durch eine Niederungsfläche hinzu. Eine weitere Verbindung besteht rund 700 m weiter nördlich über die Schnelle Kathrin. Anschließend schwenkt der Schiwanstrom in nordwestliche Richtung und entwässert kurz vor der Gemarkung der Gemeinde Unterspreewald in den Puhlstrom.